# Шуткино
Шу́ткино (рос. Шуткино) — присілок у складі Каргапольського району Курганської області, Росія. Входить до складу Зауральської сільської ради.
Населення — 22 особи (2010, 65 у 2002).
Національний склад населення станом на 2002 рік: росіяни — 86 %.